# Disgaea 6: Defiance of Destiny
Disgaea 6: Defiance of Destiny (魔界戦記ディスガイア6, Makai Senki Disugaia 6) est un jeu vidéo de Tactical RPG développé et édité par Nippon Ichi Software, sorti en janvier 2021 sur PlayStation 4 et Nintendo Switch au Japon puis en juin 2021 le monde entier sur Nintendo Switch,. La localisation française est réalisée par Nicolas Pujol et son équipe. Il s'agit du sixième épisode de la série Disgaea.